# Li Hongzhi
Li Hongzhi (李洪志 en chinois, Lǐ Hóng zhì en pinyin) est né le 13 mai 1951 à Gongzhuling dans la province du Jilin, il est connu comme fondateur du Falun Gong, aussi appelé Falun Dafa. Le Falun Gong vise à retourner à la source des enseignements de qigong en recherchant simultanément la « cultivation de l'esprit et du corps ».
Li Hongzhi commença la transmission publique du Falun Gong le 13 mai 1992 à Changchun et donna par la suite des conférences et enseigna les exercices du Falun Gong à travers la Chine avec le soutien des autorités chinoises. En 1995, à l'invitation de l'ambassade de Chine en France, Li Hongzhi commença à Paris à enseigner le Falun Gong à l'étranger,, et s'installa en 1998 en tant que résident permanent aux États-Unis.
Le Falun Gong a énormément gagné en popularité en Chine dans les années 1990, y compris dans les plus hautes sphères du gouvernement chinois et dans le milieu du qigong, en s'affirmant progressivement comme une école de qigong autonome et indépendante du pouvoir. Il est persécuté par le gouvernement chinois depuis 1999.

## Biographies avant la persécution du Falun Gong
Une biographie non officielle est apparue dans la première des principales publications de Li Hongzhi, Falun Gong de Chine. Une seconde biographie, cette fois-ci officielle, est apparue dans les premières éditions du texte principal du Falun Gong, Zhuan Falun, et a été rédigée par la Société de recherche de Falun Dafa. Ces biographies ont mis l'accent sur le développement spirituel de Li Hongzhi, avec peu de détails sur son travail ou sur sa famille. Les deux biographies furent retirées des éditions ultérieures des livres du Falun Gong. À ce propos, Li Hongzhi expliqua qu'il ne désirait pas que les gens concentrent leur attention sur sa propre histoire.
Ces bibliographies déclarent que Li Hongzhi est né le 13 mai 1951, dans la ville de Gongzhuling, de la province du Jilin. La première version, rédigée par Zhu Huiguang, déclare que la famille de Li Hongzhi a vécu dans la pauvreté, sa mère ne gagnant que 30 yuans par mois. Li Hongzhi est décrit comme une personne « supportant de rudes épreuves, et étant capable de travailler dur », qui prenait soin de ses jeunes frères et sœurs. La seconde version mentionne qu'il vivait dans « la famille d'un intellectuel ordinaire ».
Les deux versions s'accordent à dire que le fondateur du Falun Gong possédait des vertus innées de compassion et de discipline. La biographie officielle mentionne le fait qu'il fut éduqué par des maîtres bouddhistes et taoïstes de hauts niveaux qui le prirent en charge dès son plus jeune âge. À quatre ans, il fut formé par Quan Jue, le dixième héritier de l'école de La Grande Loi de Bouddha. Quand il eut douze ans, le maître taoïste Baji Zhenren remplaça le maître Quan Jue et lui enseigna les arts martiaux et l’entrainement physique.
En 1972, un troisième maître de l'école dite de « la Grande Voie » vînt à sa rencontre. Du nom de Zhendaozi (littéralement, « Vrai taoïste »), il était  venu des montagnes de Changbai, proches de la frontière Nord-Coréenne. Contrairement aux autres maîtres de Li Hongzhi, Zhendaozi portait un costume ordinaire, et a enseigné à son élève le chemin de la cultivation interne à travers le qigong, mettant l'accent sur le xinxing - la cultivation de l’esprit et du cœur. Au cours de cette période, la formation de Li Hongzhi eut lieu principalement la nuit, probablement en raison de l'environnement politique de la Révolution culturelle. La bibliographie de Zhu Haiguang note que le fondateur du Falun Gong a toujours refusé de participer aux campagnes de la Révolution culturelle et n'a jamais rejoint les Gardes rouges ou des organisations communistes.
Un quatrième maître bouddhiste, une femme, a commencé l'instruction de Li Hongzhi en 1974. Après cette longue période de formations successives par ces quatre maîtres, il est dit que le fondateur du Falun Gong avait atteint « une énergie d'un niveau très élevé ».
En 1982, Li Hongzhi a déménagé dans la ville de Changchun pour occuper un poste d'« emploi civil », une indication que son travail précédent prenait place au sein de l'armée. C'est durant les années 1980 qu'il se maria et eut une fille.
En 1984, Li Hongzhi commença à synthétiser les enseignements qu'il avait reçus dans ce qui allait devenir le Falun Dafa. Cette pratique n'est pas exactement celle qui lui avait été transmise par ses maîtres. La raison principale est que ce qu'il avait appris n'était pas adapté pour « être popularisés à une grande échelle ». Li Hongzhi commença à prendre connaissance des méthodes d'enseignement d'autres maîtres de qigong et c'est en 1989 qu'il acheva la mise au point de la méthode qu’il allait transmettre au public. Au cours des trois années qui suivirent, jusqu'en 1992, on dit que Li Hongzhi commença à tester cette méthode avec un petit groupe de pratiquants.
Les livres de Falun Gong publiés après le début de la persécution en 1999 ne contiennent aucune biographie de leur auteur. Ces changements reflètent également la volonté du fondateur du Falun Gong de se retirer de la scène publique. Depuis 2000, il est rarement apparu en public. Il témoigne de sa présence sur Internet ou à travers des citations sur les sites web du Falun Gong. Sa biographie fut retirée de ces sites quelque temps après 2001.

## Falun Gong
Li Hongzhi présenta le Falun Gong au grand public le 13 mai 1992 au 5e collège de Changchun, dans la province du Jilin. De 1992 à 1994 il voyagea à travers la Chine, donnant des conférences et enseignant les exercices de Falun Gong. Le nombre de pratiquants s'accrût rapidement ; en 1999, certaines sources estimaient à des dizaines de millions leur nombre,. Ce succès fulgurant fut lié à l’énorme popularité dont jouissait le qigong à la fin des années 1980 et au début des années 1990, sous la libéralisation sociale de Deng Xiaoping. Ce succès fut aussi lié aux nombreux témoignages de guérisons et d'améliorations de la santé physique et morale qui se produisaient grâce au Falun Gong. Li Hongzhi différencia le Falun Gong en mettant en avant une « accessibilité au grand public » et un enseignement moral, en revenant ainsi à la source des enseignements du qigong qui prévoit simultanément le développement physique et spirituel. Il restait loin des notions ésotériques souvent contenues dans les autres méthodes de qigong, et sans encourager ce qu’il estimait être un intérêt excessif pour la santé physique et le développement de pouvoirs supranormaux,,. Selon David Ownby, professeur d'histoire et membre du Centre d'études de l'Asie de l'est à l'université de Montréal, Li Hongzhi est rapidement devenu une « star du mouvement de qigong » et le gouvernement perçoit à travers le Falun Gong un moyen efficace de réduire les frais de dépenses médicales, de promouvoir la culture chinoise et d'améliorer la moralité des Chinois.
Le coût des stages, conférences, livres et cassettes d’enseignements du Falun Gong étaient plus bas que d'autres écoles de qigong. En 1994, Li Hongzhi va jusqu'à proposer la gratuité pour  l'enseignement de sa méthode,. Le succès du Falun Gong et de Li Hongzhi fut reconnu aux Salons d'Orient de la santé de Pékin de 1992 et 1993. Au premier de ces salons, l’organisateur remarqua que le Falun Gong et Li Hongzhi « avaient reçu le plus d'éloges [parmi toutes les écoles de qigong] au salon, et avaient obtenu d’excellents résultats thérapeutiques ». Au deuxième salon, Li Hongzhi reçoit le titre de « Maître de qigong le plus acclamé », et le Falun Gong se voit décerner le « Prix d’or spécial » et le prix pour « Faire avancer les frontières de la science ». Ces événements ont aidé à consolider la popularité de Li Hongzhi dans le monde du qigong, tandis que les reportages dans les médias sur les bienfaits du Falun Gong devinrent de plus en plus nombreux.
Li Hongzhi et le Falun Gong obtiennent la reconnaissance de la Société de recherche scientifique sur le Qigong de Chine (SRQC), organisme géré par l'État et administré par de hauts fonctionnaires du Parti communiste et du gouvernement. En 1992, la Société de recherche de Falun Dafa est établie comme succursale de la SRQC. La cérémonie de publication de Zhuan Falun, livre phare de Li Hongzhi, se déroula dans l’auditorium du Ministère de la sécurité publique en janvier 1995.
Cependant, dès 1995, des tensions avec la SRQC apparaissent lorsque les autorités chinoises voulurent accroitre leur influence sur le Falun Gong et intervenir dans son organisation. D'après David Palmer, la SRQC établit une nouvelle directive en 1996 tentant d'imposer à toutes les pratiques de qigong de créer des branches du Parti communiste au sein de leur organisation ; une exigence rejetée par Li Hongzhi,. Par la suite, le Falun Gong se retire de la SRQC car cette dernière « ne cherchait pas à comprendre le qigong, mais à en bénéficier financièrement »,. Dès lors, le Falun Gong demeure hors du circuit fermé des relations personnelles et du financement établi par la SRQC, en s'affirmant progressivement comme une école de qigong indépendante du pouvoir et hors de la surveillance du Parti et de la réglementation gouvernementale. En juillet 1999, une campagne de persécution du Falun Gong est lancée sur le territoire de la république populaire de Chine. Juste avant cette répression, Li Hongzhi, Leader de Falun Gong s'étend sur la dimension spirituelle du mouvement, dans une interview faite au Time. Il mentionne la possibilité d’acquérir des pouvoirs paranormaux en s’exerçant dans une voie spirituelle et que certains de ses disciples ont acquis des capacités de lévitation. Il parle aussi du contrôle qu'exercent les extraterrestres sur l'humanité. Face à la répression, il invite les pratiquants à expliquer la réalité de la persécution organisée par le gouvernement chinois, cela marque une transition par rapport à la pratique initialement transmise.

## Vie à l’étranger
En 1995, Li Hongzhi déclara qu’il avait fini d’enseigner le Falun Gong en Chine et commença à organiser des conférences à l’étranger. La première se tint en mars 1995 à l’ambassade de Chine à Paris, en France, où il avait été invité à enseigner la pratique. Elle fut suivie par des séminaires en Suède. Entre 1995 et 1999, Li Hongzhi donna des conférences aux États-Unis, au Canada, en Australie, en Nouvelle-Zélande, en Allemagne, en Suisse et à Singapour. Des associations et des clubs de Falun Gong firent leur apparition en Europe, en Amérique du Nord, en Australie, avec des activités principalement centrées sur les campus universitaires.
Li Hongzhi déménagea aux États-Unis en 1996 avec sa femme et sa fille et devint résident permanent américain en 1998, s’installant à New York,,. En mai 1999, il fut accueilli à Toronto par le maire et par le lieutenant gouverneur de l’Ontario. Durant les deux mois qui suivirent, il reçut la reconnaissance des villes de Chicago et de San Jose.
Le 29 juillet 1999, après l'interdiction du Falun Gong en Chine, le gouvernement chinois porta une série d'accusations à l’encontre de Li Hongzhi, dont une pour « trouble de l’ordre public », lança un avis de recherche pour son arrestation, et demanda assistance pour l'extrader à Interpol, qui refusa.
Depuis le début de la persécution en Chine, Li Hongzhi a reçu des récompenses et des proclamations dans de nombreux pays,. Parmi celles-ci figurent des certificats de reconnaissance de plusieurs corps gouvernementaux des États-Unis, dont la citoyenneté d’honneur attribuée par l’État de Géorgie et la ville d’Atlanta. Le 14 mars 2001, l’organisation Freedom House accorda à Li Hongzhi et au Falun Gong un « Prix international de la liberté pour l’avancement de la liberté religieuse et spirituelle » durant une cérémonie au Sénat des États-Unis. Toujours en 2001, Li Hongzhi fut classé « plus puissant communicant en Asie de cette année » par le magazine Asiaweek « pour sa faculté à inspirer, à mobiliser, et à ficher les jetons à Pékin ».

## Principales publications
- Li Hongzhi (trad. du chinois), Falun Gong : La grande voie de l'accomplissement, Paris, Editeur Guy Tredaniel, coll. « Trédaniel poche », 13 juin 2011 (réédition), 164 p. (ISBN 978-2-8132-0254-3, lire en ligne). Considéré comme une introduction au Falun Gong et au concept traditionnel chinois de qigong ou « cultivation et pratique », il s’accompagne des descriptions des exercices du Falun Gong. Publication initiale de la première partie de cet ouvrage en avril 1993.
- Li Hongzhi (trad. du chinois), Zhuan Falun : Tourner la roue de la loi, Paris, Editeur Guy Tredaniel, coll. « Trédaniel poche », 2 juin 2008 (réédition), 404 p. (ISBN 978-2-84445-899-5, lire en ligne). Considéré comme l'enseignement principal de la méthode du Falun Gong. Première publication en janvier 1995.
- « Les neuf jours de conférences sur le Falun Dafa ». De 1992 à 1994, Li Hongzhi présenta ses enseignements à travers toute la Chine, leur contenu fut finalement compilé et édité dans le livre Zhuan Falun. Les enseignements étaient donnés pendant une à deux heures de conférence par jour, durant huit à dix jours consécutifs. Les instructions pour les exercices étaient données ensuite. La dernière de ces séries de conférences fut donnée en 1994 à Guangzhou, en Chine. Ces conférences furent enregistrées et constituent la base des enseignements du Falun Gong.
- Li Hongzhi, Hong Yin, janvier 1999 (lire en ligne). Une collection de poèmes courts écrits par Li Hongzhi qui évoquent souvent le concept traditionnel chinois de « cultivation et pratique ».
- Li Hongzhi, « Conférences et écrits », à partir d'avril 1993. Les transcriptions des conférences données par Li Honghzi et les articles publiés périodiquement par lui représentent également une part importante des enseignements du Falun Gong.